# DTT

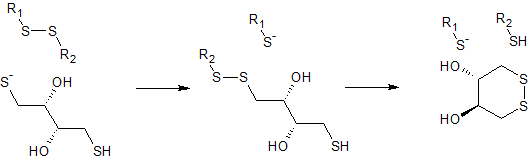
DTT reakciója diszulfidhíddal

A DTT (ditiotreitol, 1,4-bisz-(szulfanil)-bután-2,3-diol) egy elsősorban biokémiai redoxireakciókban használt kéntartalmú alkohol. A vegyület egy királis (optikailag aktív, két kiralitáscentrumot tartalmazó) szerves redukálószer, másik nevén Cleland-reagens. Neve a négy szénatomos cukorból, a treózból származik. A treózból redukcióval keletkező cukoralkohol a treitol, ebből származtatható a terminális hidroxil csoportok szulfanilcsoporttal (tiol-, merkapto-, szulfhidrincsoporttal) való helyettesítésével.
Redukált formája nyílt láncú, oxidálva hattagú gyűrűt alkot (4 szénatom és 2 kénatom van a gyűrűben).
Általában racém oldatát alkalmazzák (az enantiomereket egyenlő arányban tartalmazza, így az oldat optikailag inaktív lesz). A két enantiomer a (2S,3S)-DTT (1,4-ditio-D-treitol) és a (2R,3R)-DTT (1,4-ditio-L-treitol), előbbi a D-treózból, utóbbi az L-treózból származtatható. A DTT diasztereomere (epimere) a DTE (ditioeritrol).

## Általános reakció mechanizmusa diszulfid kötést tartalmazó vegyületekkel
A DTT egy redukálószer, a redoxipotenciálja pH=7-nél -0,33 V. A redukció során a redukálandó diszulfidkötéssel két egymás utáni tiol-diszulfid csere történik. A reakció azért nem áll meg az első tiol-diszulfid cserénél, mert a DTT másik tiolcsoportja hajlamos gyűrűbe záródni. A DTT redukálóképessége 7-es pH alatt kisebb, mert csak a disszociált tiolcsoport (azaz negatív töltésű tiolát) reakcióképes. Savas közegben (ahol pH<7) a DTT kisebb mértékben disszociál, ez okozza a korlátozott redukálóképességet.

## Alkalmazások
A terminális pozícióban tioltartalmú (módosított) DNS molekulák diszulfid hidakkal dimereket alkothatnak, főleg oxigén jelenlétében. Ez a reakció lecsökkenti a molekulák hatékonyságát a különböző kapcsolási reakciókban, például az arany bioszenzorokon történő immobilizációban. A DTT a dimereket összekapcsoló diszulfidhidak redukálására használható. A DTT-t DNS oldathoz adják, majd közvetlenül a DNS használata előtt leszűrik, vagy kromatográfiával eltávolítják.
A DTT-t leggyakrabban fehérjékben található diszulfidhidak redukálására, vagy azok kialakulásának megelőzésére használják, ugyanis a cisztein aminosav képes molekulák között vagy egy molekulán belül diszulfid hidakat létrehozni.
Mivel a DTT nem képes az oldószer által nem hozzáférhető diszulfid hidakat redukálni, ezért a fehérjéket gyakran denaturálni kell a redukció előtt, melyet általában magas hőmérséklettel, vagy denaturáló szerek hozzáadásával (mint például 6 mol/dm³ koncentrációjú guadinium-klorid, 8 mol/dm³ koncentrációjú karbamid, vagy 1 anyagmennyiség%-os nátrium-dodecil-szulfát oldat) érnek el.
Mivel a DTT redoxipotenciálja (pH = 7-nél) nem túl negatív (-0,33V), speciális esetekben használható oxidálószerként is. Nagyon ritka esetekben DTT adduktum képezhető, azaz a DTT két kénatomja más kéntartalmú vegyületekkel diszulfidkötést képezhet, emiatt nem marad szabad kénatomja, így nem tud gyűrűbe záródni.

## Tulajdonságok
A DTT levegőn oxidálódó, nem stabil vegyület, habár stabilitása fagyasztással, vagy inert atmoszférában való tárolással növelhető. Az oxidált DTT forma 260 nm környékén nagyon nagy abszorbanciával rendelkezik, ami zavaró tényező lehet abszorbancia méréseknél. Alacsony pH tartományban kisebb redukáló képességgel rendelkezik, ezekben az esetekben egy másik vegyületet használnak redukálószerként (TCEP).

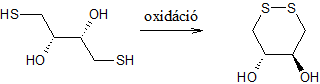
A DTT redukált és oxidált formája

A DTT fél-életideje 20°C-on 40 óra 6,5 körüli, és 1,4 óra 8,5 körüli pH tartományban, és a hőmérséklet növelésével csökken.

## Fordítás
- Ez a szócikk részben vagy egészben  a   Dithiothreitol című angol Wikipédia-szócikk fordításán alapul.  Az eredeti cikk szerkesztőit annak laptörténete sorolja fel. Ez a jelzés csupán a megfogalmazás eredetét és a szerzői jogokat jelzi, nem szolgál a cikkben szereplő információk forrásmegjelöléseként.
- Ez a szócikk részben vagy egészben  a   Dithiothreitol című német Wikipédia-szócikk fordításán alapul.  Az eredeti cikk szerkesztőit annak laptörténete sorolja fel. Ez a jelzés csupán a megfogalmazás eredetét és a szerzői jogokat jelzi, nem szolgál a cikkben szereplő információk forrásmegjelöléseként.